# برايان بنوا
برايان بنوا (بالإنجليزية: Brian Benoit)‏ هو موسيقي أمريكي، ولد في 1970.